# Kanton Trèves

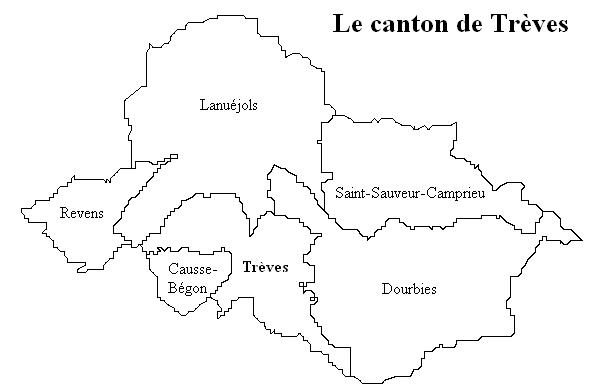
Kanton Trèves

Der Kanton Trèves war bis 2015 ein französischer Wahlkreis im Arrondissement Le Vigan, im Département Gard und in der Region Languedoc-Roussillon. Er hatte den Hauptort Trèves und wurde 2015 im Rahmen einer landesweiten Neugliederung der Kantone aufgelöst.

## Gemeinden
Der Kanton umfasste Wahlberechtigte aus sechs Gemeinden:
| Gemeinde               | Einwohner Jahr | Fläche km² | Bevölkerungsdichte | Code INSEE | Postleitzahl |
| ---------------------- | -------------- | ---------- | ------------------ | ---------- | ------------ |
| Causse-Bégon           | 12 (2013)      | 7,67       | 2 Einw./km²        | 30074      | 30750        |
| Dourbies               | 163 (2013)     | 60,88      | 3 Einw./km²        | 30105      | 30750        |
| Lanuéjols              | 361 (2013)     | 62,43      | 6 Einw./km²        | 30139      | 30750        |
| Revens                 | 25 (2013)      | 13,85      | 2 Einw./km²        | 30213      | 30750        |
| Saint-Sauveur-Camprieu | 259 (2013)     | 31,74      | 8 Einw./km²        | 30297      | 30750        |
| Trèves                 | 125 (2013)     | 26,59      | 5 Einw./km²        | 30332      | 30750        |